# Konrad Theodor Preuss
Konrad Theodor Preuss (2 de junio de 1869 en Preußisch-Eylau (Prusia Oriental, actualmente Bagrationovsk, Rusia - 8 de junio de 1938 en Berlín) fue un etnólogo alemán que llevó a cabo investigaciones de las culturas amerindias en diversos países latinoamericanos (principalmente México y Colombia). Educado en la Universidad Albertina de Königsberg y luego en la Universidad Humboldt de Berlín, destacó por sus investigaciones sobre etnología, con especial relevancia sobre los pueblos de Asia, América, y Oceanía.
En México realizó investigaciones de campo con los huicholes y los coras de los estados de Nayarit, Jalisco, Sonora y Sinaloa entre 1907 y 1909, recogiendo datos antropológicos relevantes. Entre 1913 y 1919 trabajó en Colombia, estudiando a los huitotos del Amazonas colombiano y con los kogui en la Sierra Nevada de Santa Marta, tras lo cual retornó a Alemania.
En 1920 dirigió el Museo de Etnología en Berlín y un año más tarde, fue profesor en la Universidad de Berlín. Murió en 1938 de un ataque cardiaco en dicha ciudad.

## Obra
- 1894. "Die Begräbnisarten der Amerikaner und Nordostasiaten". Dissertation , Königsberg

- 1900. "Die Hieroglyphe des Krieges in den mexikanischen Bilderhandschriften", pp.109-145, in Zeitschrift für Ethnologie Jg.

- 1904-1905. "Der Ursprung von Religion und Kunst". Globus; vol. 86/87

- ca. 1913. "Unveröffentlichtes Tagebuch mit Feldnotizen". Columbien I Handgeschrieben, IAI Berlín

- 1914. Die geistige Kultur der Naturvölker. Leipzig & Berlín. Aus Natur und Geisteswelt 452, 2.ª ed. 1923

- 1914. "Reisebrief aus Kolumbien", pp. 106-113, en Zeitschrift für Ethnologie, cap. 11

- 1921. "Religion und Mythologie der Uitoto". 2 vols. Quelle der Religionsgeschichte. Gotinga

- 1922. "Die höchste Gottheit bei den kulturarmen Völkern". Zeitschrift für Psychologie und ihre Grenzwissenschaften. Sonderabdruck aus tomo II, cap. 3/4

- 1926-1927. Forschungsreise zu den Kagaba. Beobachtungen, Textaufnahmen und sprachliche Studien bei einem Indianerstamme in Kolumbien, Südamerika. 2 vols. St-Gabriel-Mödling, Anthropos

- 1932. Grammatik der Cora-Sprache, Columbia, New York

## Literatura
- Jungbluth, Hans. 1933. "Konrad Theodor Preuss und seine religionsgeschichtlichen Grundanschauengen H.Jungbluth. 'K.Th.Preuß und seine religionsgeschichtlichen Anschauungen, Dissertation Bonn

- Fritz Rudolf Lehmann. Konrad Theodor Preuß (1869–1938). En Zeitschrift für Ethnologie 71, 1938? pp. 145–150

- Snethlage, Emil. "Konrad Theodor Preuss". En Ethnologischer Anzeiger 4: 261-267. Stuttgart 1944 (obituario y bibliografía)

- Berthold Riese. Konrad Theodor Preuß, en Christian F. Feest, Karl-Heinz Kohl (eds.) Hauptwerke der Ethnologie, Kröner, Stuttgart, 2001, pp. 366-371

- Fischer, Manuela, K.Th. Preuss. "Mitos Kogi". Colección 500 años, N.º 20, 1989

- Fischer, Manuela. "Ordnungsprinzipien in den Mythen der Kagaba der Sierra Nevada von Santa Marta. Mundus Reihe Ethnologie 34, Holos Verlag, Bonn 1990

- Müller, Leopold Markus. "Die Arbeiten von Konrad Theodor Preuss zu Kolumbien in einer theoriegeschlichen Analyse". Diplomarbeit Viena 2003

- Petersen de Pineiros, Gabriele. "La lengua uitota en le obra de K.Th. Preuss: aspectos fonológicos y morfosintácticos. Bogotá 1994

- Jauregui, Jesús; Neurath Johannes. "Fiesta, literatura y magia en el Nayarit: ensayos sobre coras, huicholes y mexicanero de K.Th. Preuss. México 1998
- Reyes, Aura Lisette. “La materialidad amerindia, entre relatos míticos y colecciones : una biografía de Konrad Theodor Preuss”, in Bérose - Encyclopédie internationale des histoires de l'anthropologie, Paris. 2018.

Videos. ZDF 1994. "Die Geister vom Fluss der Gräber: Indianermagie in Kolumbien. Serie Terra X

## Televisión
- Reportera Y - Tras las huellas de Konrad Theodor Preuss - Serie de Docuficción producida por Canal Trece (Colombia).